# Chrysocharis ujiyei
Chrysocharis ujiyei är en stekelart som beskrevs av Kamijo 1977. Chrysocharis ujiyei ingår i släktet Chrysocharis och familjen finglanssteklar. Inga underarter finns listade i Catalogue of Life.